# 悲しいほど貴方が好き/カラッといこう!
「悲しいほど貴方が好き/カラッといこう!」（かなしいほどあなたがすき/カラッといこう）は、ZARDの41作目のシングル。

## 背景
前作『星のかがやきよ/夏を待つセイル(帆)のように』から10か月近くを経て制作されたシングル。また前作に続いて両A面シングルとなっており、これは、ZARDにとっては3度目となる。
『悲しいほど貴方が好き』は、日本テレビ系・読売テレビ制作アニメ『名探偵コナン』のエンディングテーマに起用された 。アニメ内では「10周年記念エンディング」とされていた。ZARDにとって6度目、坂井泉水の生前最後の『名探偵コナン』のタイアップ作品となった。
『カラッといこう!』は、フジテレビ系『めざましどようび』2006年1月 - 3月度テーマソングに起用された。『めざましどようび』の2006年1月7日と同年3月11日に、番組内で坂井のコメントが音声で放送された。
当初2月22日に発売予定だったが、延期された。

## 制作、音楽性

### 悲しいほど貴方が好き
アニメのタイアップということもあり、子供でもわかる簡単な言葉を意識して詞は書かれた。
長らく大野愛果のストック楽曲となっており、1998年2月（同じく『名探偵コナン』のタイアップとなった『少女の頃に戻ったみたいに』の1ヶ月後）の時点で存在していたが、2004年になりZARDの楽曲として起用されることになった。
コーラスに竹井詩織里が参加。
2007年8月15日発売のZARDスタッフ選曲による坂井泉水追悼アルバム『Brezza di mare 〜dedicated to IZUMI SAKAI〜』に収録されたが、2016年2月10日発売のアルバム『ZARD Forever Best 〜25th Anniversary〜』には、アニメ『名探偵コナン』でのZARDによるタイアップ作品の中で唯一収録されていない。

### カラッといこう!
ZARDのシングルA面曲で唯一、どのアルバムにも収録されていない。

## 収録曲
1. 悲しいほど貴方が好き
作詞:坂井泉水
作曲:大野愛果
編曲:葉山たけし
2. カラッといこう!
作詞:坂井泉水
作曲:大野愛果
編曲:葉山たけし
3. 悲しいほど貴方が好き（Instrumental）
4. カラッといこう!（Instrumental）

## 収録アルバム
- Brezza di mare 〜dedicated to IZUMI SAKAI〜（#1）
- THE BEST OF DETECTIVE CONAN 3 〜名探偵コナン テーマ曲集3〜（#1）
- ZARD Single Collection 〜20TH ANNIVERSARY〜（#1,2）